# エリーザベト・ドロテア・フォン・ヘッセン＝ダルムシュタット
エリーザベト・ドロテア・フォン・ヘッセン＝ダルムシュタット（ドイツ語：Elisabeth Dorothea von Hessen-Darmstadt, 1676年4月24日 - 1721年9月9日）は、ヘッセン＝ホンブルク方伯フリードリヒ3世の妃。

## 生涯
エリーザベト・ドロテアはヘッセン＝ダルムシュタット方伯ルートヴィヒ6世と、ザクセン＝ゴータ＝アルテンブルク公エルンスト1世の娘エリーザベト・ドロテアの間に末娘として生まれた。
1700年2月14日にブッツバッハにおいてヘッセン＝ホンブルク方伯フリードリヒ3世と結婚した。エリザベス・ドロテアは非常に機知に富んでいたと言われている。作家として活躍し、ドイツ語、フランス語、ラテン語、イタリア語に加えて、ギリシャ語も話すことができた。ジャン・ピュジェ・ド・ラ・セールの『Pensées sur la mort（死への思い）』をイタリア語に翻訳した。エリーザベト・ドロテアはほとんどの子供を自分で育てた。
エリーザベト・ドロテアはバート・ホンブルク城の地下霊廟に埋葬された。

## 子女
夫フリードリヒ3世との間に10子が生まれたが、うち8子は早世した。
- 女子（1700年11月27日） - 死産
- フリーデリケ・ドロテア・ゾフィー・エルネスティーネ（1701年9月29日 - 1704年3月11日）
- フリードリヒ・ヴィルヘルム・ルートヴィヒ（1702年11月1日 - 1703年8月19日）
- ルイーゼ・ヴィルヘルミーネ・エレオノーレ・フランツィスカ（1703年12月2日 - 1704年8月20日）
- ルートヴィヒ・グルーノ（1705年 - 1745年） - ロシア帝国元帥
- ヨハン・カール（1706年8月24日 - 1728年5月10日）
- エルネスティーネ・ルイーゼ・ドロテア・シャルロッテ（1707年1月29日 - 1707年12月19日）
- 男子（1713年2月17日） - 死産
- 子（1716年?） - 死産
- フリードリヒ・ウルリヒ・ルートヴィヒ（1721年9月2日 - 1721年11月16日）